# تانيت

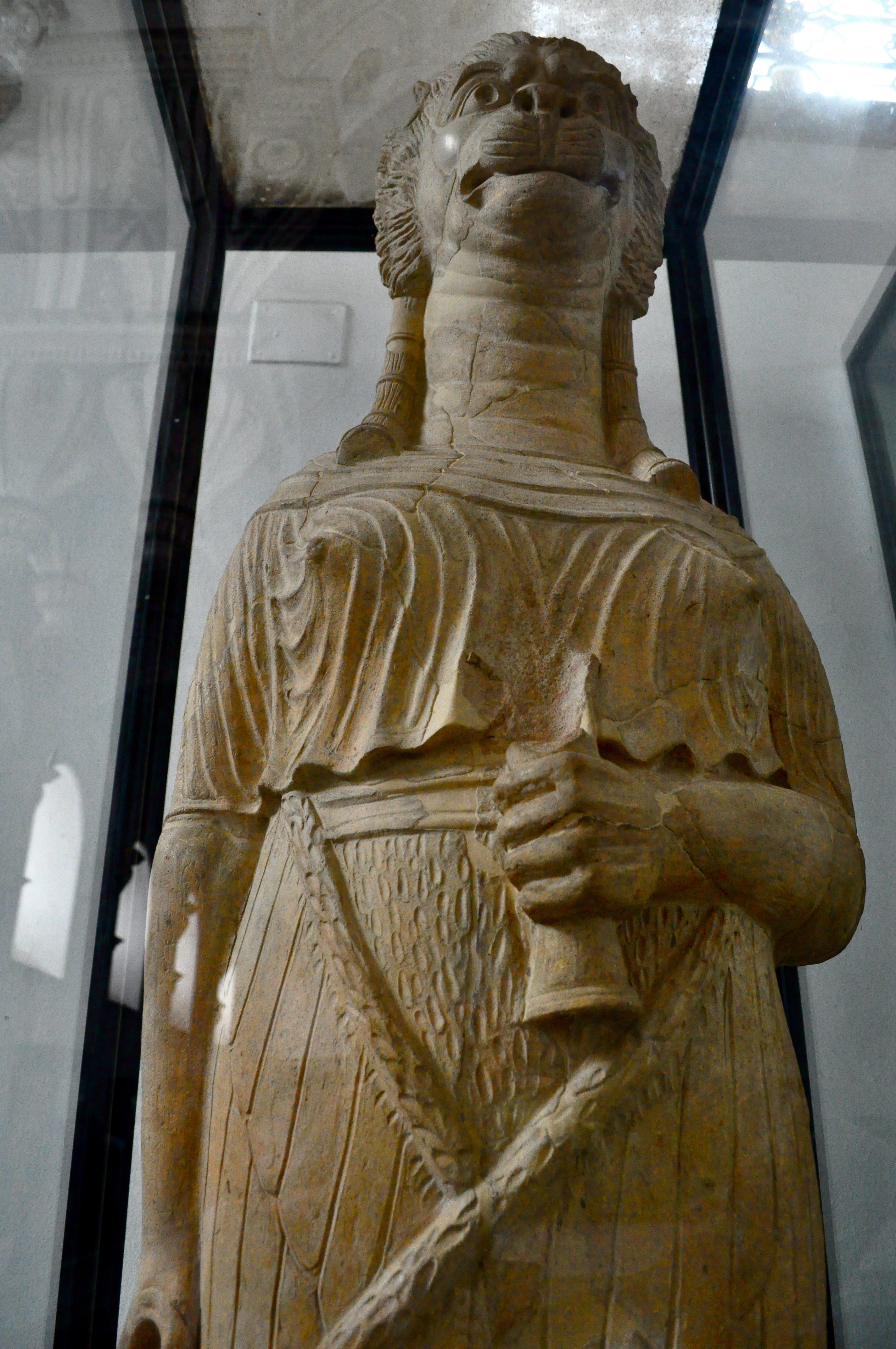
الهة تانيت في المتحف الوطني بباردو

تانيت (تينيت، تانايت، تانيث، تنت، أو تانيس) هي إلاهة مبجلة عند سكان شمال أفريقيا قديماٞ. اشتهرت بعبادتها لدى القرطاجيين وتعد حامية مدينة قرطاج. «عُبدت إلى جانب بعل امون، وكانت تسمى: وجه بعل. وتعد تانيت رمزاً للأمومة والخصب والنماء وازدهار الحياة، وكانت مصدراً للتقوى والمحبة بين القرطاجيين فكانوا يهبون لها القرابين الثمينة ويقسمون باسمها إذا أرادوا إثبات وفائهم وصدقهم. ورد في نقش قرطاجي:» إلى الربة تانيت، وجه بعل، وإلى الرب بعل امون، هذا ما كرّسه بُدملقرت بن عبدملقرت بن هملقرت، لأنه سمع صوته، فليباركه الإله«. وقد عثر على أكثر من 2000 لوح نقشي بنصوص شبيهة بهذا النص، بل تكاد تكون واحدة في عبارتها لا يتغير فيها شيء سوى أسماء القرطاجيين، وقدّر زمنها بمئتي سنة قبل دمار قرطاج». وقد احتلت تانيت منذ القرن الخامس قبل الميلاد المرتبة الأولى في النصوص القرطاجية.

## التاريخ

### أصلها
أول من عرف بعبادة إلهة الحب والخصوبة والحرب هم السومريون وكانوا يطلقون على هذه الإلهة اسم إنانا.
انتقلت عبادة إلهة الحب والخصوبة والحرب إلى معظم شعوب البحر الأبيض المتوسط والشرق الأوسط تحت أسماء مختلفة كما قسمت هذه العبادة لدى بعض الشعوب إلى إلهة اثنين: إلهة الحب والخصوبة وإلهة الحرب والقوة.
فعرف الأمازيغ هذه الإلهة باسم تانيت وعبدوها، وعدم ذكرها في نصوص رأس شمرا وصور وغيرها ووجود عشتروت كإلهة لها نفس الدور وذكرها في سواحل الشام في نقيشة وحيدة فقط وبدون وجود أي معابد لها هناك يؤكد ان تانيت ليست فنيقية الأصل كما تدعي بعض الفرضيات، بل ان عبادتها ترسخت عند الأمازيغ أولا قبل انتقالها إلى الفينيقيين وباقي الشعوب.
من الناحية الميثولوجية يذكر هيرودوت أن تانيت هي ابنة إله البحار بوسيدون ذي الأصول الليبية، غير انها افترقت عن أبيها ولجأت إلى زيوس الذي تبناها ثم غيرت اسمها إلى أثينا.

### بدايتها

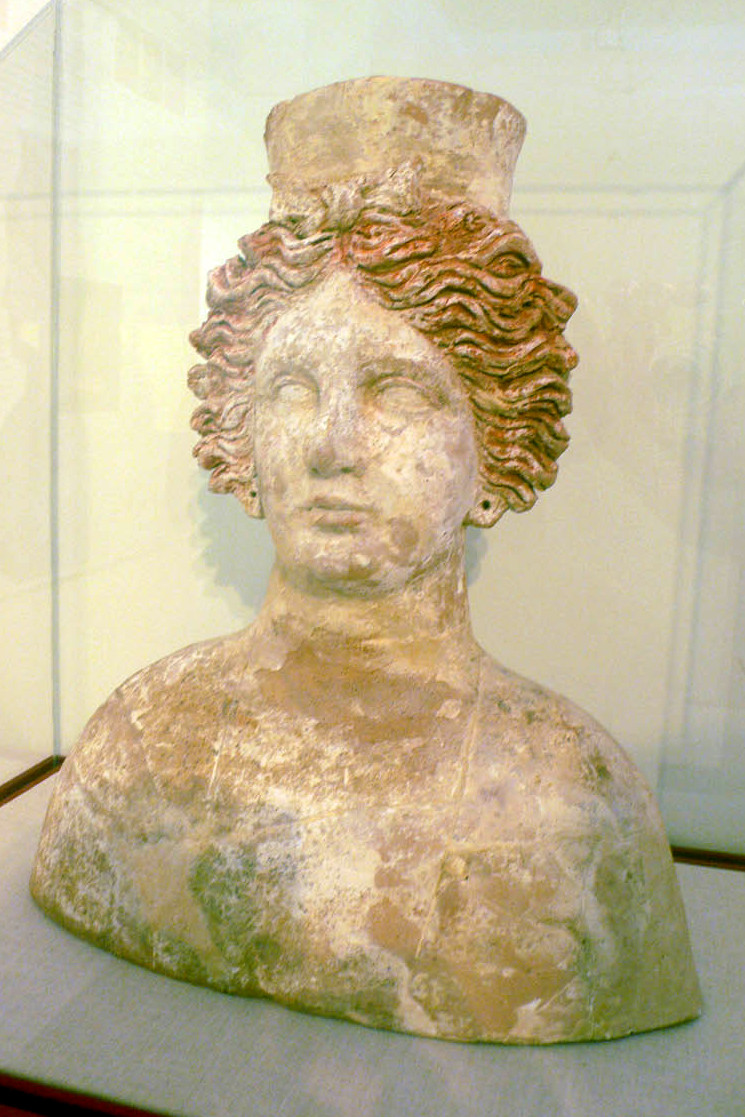
نصف ثمثال لتانيت عثر عليه في إيبيزا ، مؤرخة في القرن الرابع قبل الميلاد ، موجودة في متحف بويج دي مولين في إيبيزا ، إسبانيا

عرفت شمال افريقيا عبادة تانيت منذ القدم فقد عثر على رمز تانيت منقوشا على صخور ليبية تعود للألفية الثامنة قبل الميلاد موحيا بالعبادة المبكرة لهذه الالهة الأنثى دون معرفة اسمها بالتحديد.
عبدت تانيت لدى الليببين قديما تحت أسم نيث وتعتبر التاء في أول الكلمة تاء التأنيت في اللغات الأمازيغية ، ورد ذكرها منذ عصر ما قبل الأسرات في مصر على فخار نقادة، وتواتر ذكرها في مختلف العصور المصرية بحيث كانت تعبد بغرب الدلتا وقد اشتهر الليبيين القدامى بوشم رمز تانيت بأجسادهم كما يؤكد على ذالك نقوش موقع صا الحجر.
برزت تانيت واشتهرت كمعبودة شعبية داخل الأمبراطورية القرطاجية بعد هزيمة هيميرا وتحول القرطاجيين نحو الفضاء الأفريقي ، فعوضت الإلهة «عشتروت» التي تقابلها لدى الفينيقيين ، وبالرغم من الاحتفاظ على الجانب الحربي لهذه الإلهة لكونها حامية مدينة قرطاج إلا انها أصبحت تميل أكثر للجانب الخاص بالخصوبة والأمومة والحب.

### انتشارها
لم تقتصر عبادة تانيت على بلاد ليبيا القديمة فقط، بل انتقلت إلى عدد من المناطق بحوض البحر الابيض المتوسط كمصر وصيدا واليونان وروما.

#### لدى المصريين
سميت تانيت لدى المصريين بنيث ويعدونها إلهة قدمت من بلاد ليبيا لتأسس معبدها بمنطقة سايس غرب الدلتا. عرفت نيث كإلهة ليبية امازيغية وقد انتشرت عبادتها بالأساس غربي مصر حيث غالبية السكان من اصل ليبي. كان شعار نيث سهمين متقاطعين على درع مما يدل على انها كانت إلهة الحرب والصيد، وتظهر عادة حاملةً صولجان الواس (رمزاً للحكم والحكمة) وعلامة عنخ (رمزاً الحياة والخصوبة).

#### لدى اليونانيين
انتقلت عبادة الإلهة المصرية-الليبية نيث" إلى اليونان وحول اسمها إلى اثينا، وقد كانتا متطابقتين تماما كما ذكر افلاطون  إلى درجة ان المؤرخين اليونانيين لم يفرقوا بينهما وسموا كليهما باثينا. ورغم ذالك احتفظت بجدوروها وأصولها الليبية فنجد هيرودوت يتحدث عنها قائلا في فقرته عن قبائل الأوسيس الليبيين << وفي حفل سنوي يقام على شرف الربة أثينا تتوزع فيه الفتيات إلى مجموعتين تتصارعان بالحجارة والعصي، ورثوا هذه الممارسات التي أسسها أجدادهم من الإلهة التي ولدت في بلدهم، التي نسميها نحن الإغريق اثينا>>. كما يذكر هيرودوت أن ثوب أثينا ودرعها وتماثيلها نقلها الإغريق عن النساء الليبيات.

#### لدى الفينيقيين
يعد الفينيقيون من أكثر الشعوب التي أحتك بهم الأمازيغ هذا مانتج عنه تبادل ثقافي واضح بين هذه الشعبين فانتقلت عبادة بعض الألهة من شمال افريقيا إلى سواحل الشام مثل بوسايدون وتانيت، غير ان عبادة تانيت في شرق البحر الابيض المتوسط كانت نادرة بحيث لا يوجد أي آثار لمعابد أو ساحات لها كما أنها ذكرت في نقيشة واحدة فقط عثر عليها في قرية الصرفند جنوب صور  ، فلم تستطع تانيت أخد مكان الإلهة عشتروت كما حدث في قرطاج.

#### لدى الرومان
عبدت تانيت لدى الرومان تحت اسم «جونون كايلتس» وتعني يونيو السماوي وعادة ما ارتبطت عندهم بالإله ساتورن واشتهرت عبادتها بشكل أكبر ضمن المقاطعات الرومانية بإفريقيا، وقد بنيت لها معابد واأضرحة خصوصا من طرف سبتيموس سيفروس ذي الأصول الأمازيغية  ومن أشهر المعابد التي عرفت بعبادة هذه الإلهة هي معبد كايلتيس بدقة.

#### لدى الايبيريين
يُعتقد أن السيدة إلتشي لها ارتباط مباشر مع تانيت إلهة قرطاج، التي كان يعبدها البونيون الأيبيريون.

### الزمن المعاصر
رغم دخول جل الأمازيغ إلى الاسلام إلا ان تاريخهم الميثولوجي والديني والثقافي لم يمحَ من ذاكرتهم تماما، ومثالا على ذلك ظل بعض التونسيون لعقود قليلة مضت يطلبون المطر باستدعاء «الأم تانو» لجلب المطر أيام الجفاف، ويعتقد ان الأم تانو هذه هي نفسها تانيت.
يعد تقليد «الأم تانو» تقليد تونسيا له شبه مع تقاليد أخرى بدول شمال إفريقيا، ويستخدم في هذا التقليد دمية خشبية تتجلى في شكل رأس تمثال لامرأة على غرار دمى البنات وهي باسطة يديها للسماء. يسيرها الأطفال بين البيوت أثناء فترة الجفاف وهم يغنون «أمك طنقو شهلولة إن شا الله تروّح مبلولة»، «أمك طنقو بسخيبها طلبت ربي لا يخيبها»، «أمك طنقو يا الولاد إن شا الله تروّح بالواد».

## رمز تانيت

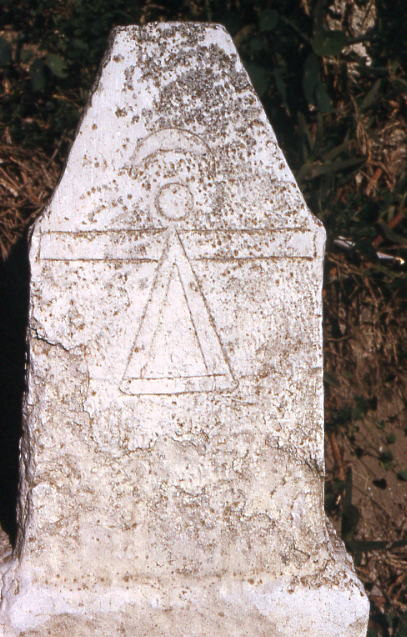
رمز تانيت

الرمز المنسوب لتانيت هو عبارة عن مثلث (أحياناً شبه منحرف) تعلوه دائرة ويفصل بين هذين الشكلين الهندسين خط افقي. ويعطي الرمز في جملته شكل امراة بطريقة مبسطة جداً. ويقول كاتب معجم تانيت أن تانيت لم تجسّد في تمثال أو وثن معروف، وذلك على النقيض مما يرد عادةً، إذ لا دليل أركيولوجيًا أو تاريخيًا يثبت هذا التجسيد، ولقد أثبتت الحفريات حضور هذا الرمز في أنواع شتى من اللقي الاثرية كالتمائم وبعض المعالم الجزئية واللوحات الفسيفسائية كما هو في كركوان وأكروبوليس سيلينوبت في صقلية.
يتألف رمز تانيت من تلاثة اجزاء: مثلت يرمز للبدن، وخط أفقي ينتهي طرفاه بشكل يدين، ودائرة تمثل الرأس.

## نظائرها
يقابل الإلهة تانيت:
- أشتوريت(عشتروت) لدى الفينيقيين
- عشتار لدى البابليين
- إيزيس لدى المصريين القدامى
- فينوس لدى الرومان
- أفروديت لدى الإغريقيين